# The Fatal Hour (film 1915)
The Fatal Hour è un cortometraggio muto del 1915. Il nome del regista non viene riportato.

## Produzione
Il film fu prodotto dalla Majestic Motion Picture Company.

## Distribuzione
Distribuito dalla Mutual Film, uscì nelle sale cinematografiche USA il 22 agosto 1915.